# Wanderstock

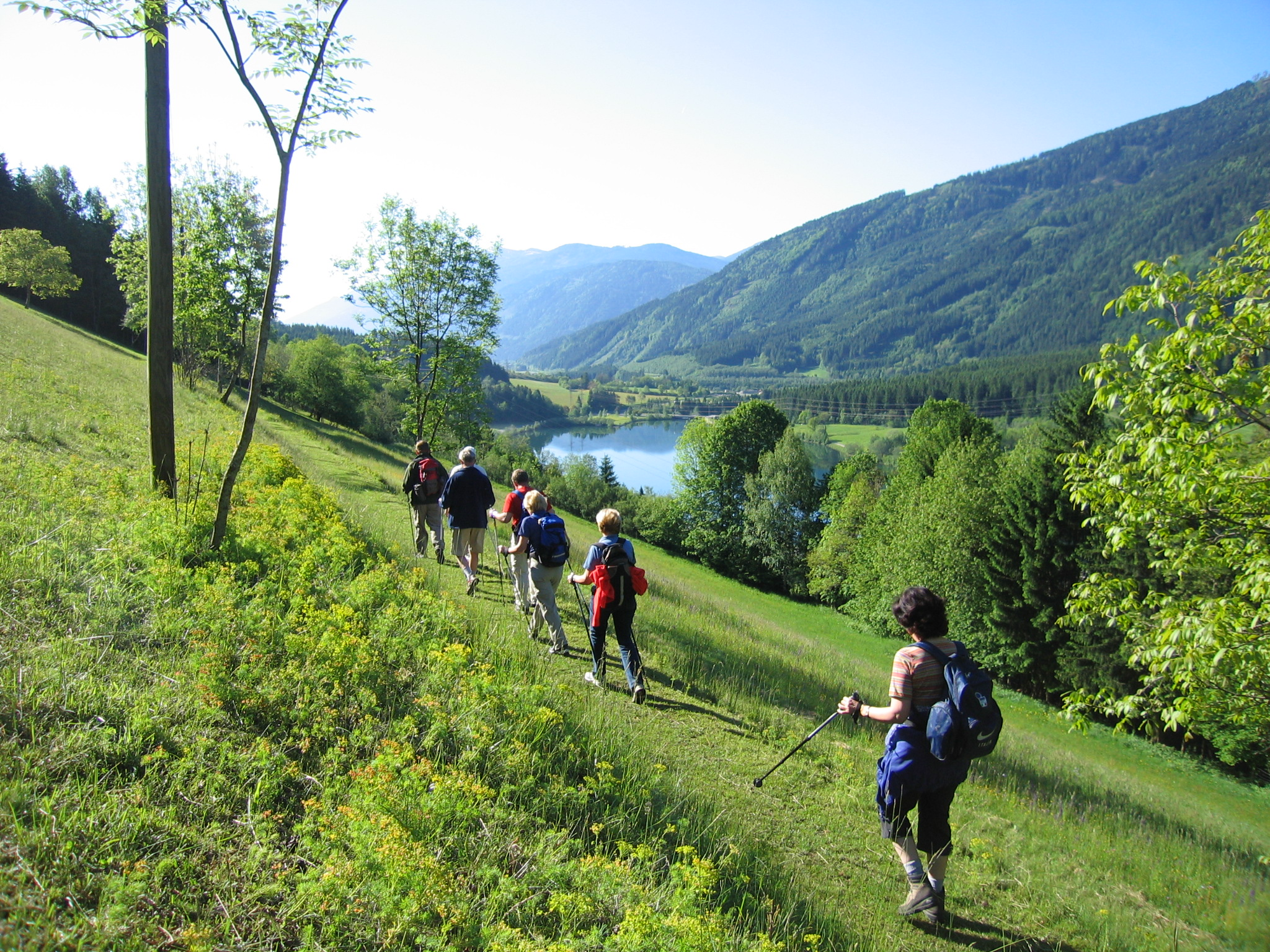
Mit Stöcken ausgerüstete Wandergruppe

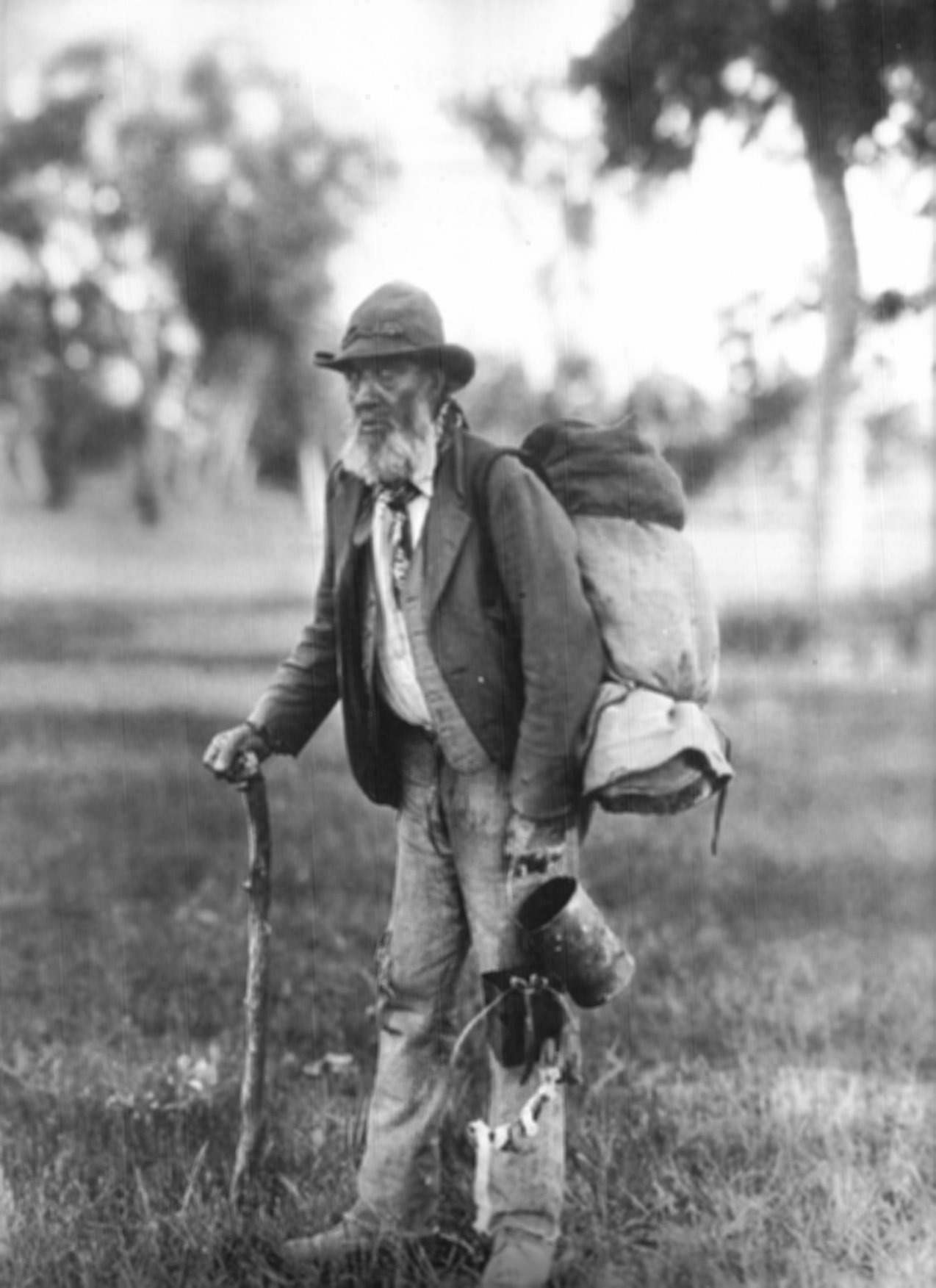
Ein Wanderarbeiter mit einem passend geformten Ast als Wanderstock

Ein Wanderstock (Wanderstab) dient der Unterstützung des Gehens beim Wandern, Bergsteigen, Trekking oder Nordic Walking. Ursprünglich wurde nur ein Stock verwendet. Die heute paarweise verwendeten Stöcke werden als Trekkingstöcke oder Nordic-Walking-Stöcke bezeichnet, und, wenn sie in der Länge verstellbar sind, auch als Teleskopstöcke. Wanderstöcke sind etwas mehr als hüfthoch, bieten Halt in unsicherem Gelände und sorgen für eine ausgewogenere Belastung der Arme und Beine beim Gehen. Auf Schnee- und Gletscherflächen und in Sumpfgebieten werden Wanderstöcke auch zum Sondieren verwendet.

## Geschichte
Ursprünglich diente ein passend geformter Ast als Wanderstock, siehe Stenz. Diese traditionellen Stöcke zählen zur Tradition der fahrenden Handwerker oder auch mancher Studenten, wie der Ziegenhainer. Später gefertigte Wanderstäbe waren meist aus Haselnuss- oder Steinweichselholz und mit einer Metallspitze versehen, manchmal auch dekorativ verziert, beispielsweise mit Hirschhorngriffen oder Stocknägeln. Wanderstäbe wurden dabei bevorzugt aus jungen Stämmen geschnitzt, da bei ihnen das Wurzelholz am Stammansatz als Knauf Verwendung fand. Bei anderen wiederum wurde der Griff zu einem Rundhaken geformt, ähnlich einem Spazierstock.
1974 brachte der Hersteller Leki die ersten Teleskopstöcke für Bergsteiger heraus. In den 1990er Jahren wurden die aus Holz gefertigten Stöcke dann von diesen in der Länge verstellbaren Metallstöcken verdrängt, die auf Basis von Skistöcken entwickelt worden waren. Derartige Teleskopstöcke hatten zudem den Skistöcken entsprechende Handschlaufen.

## Aufbau heutiger Stöcke

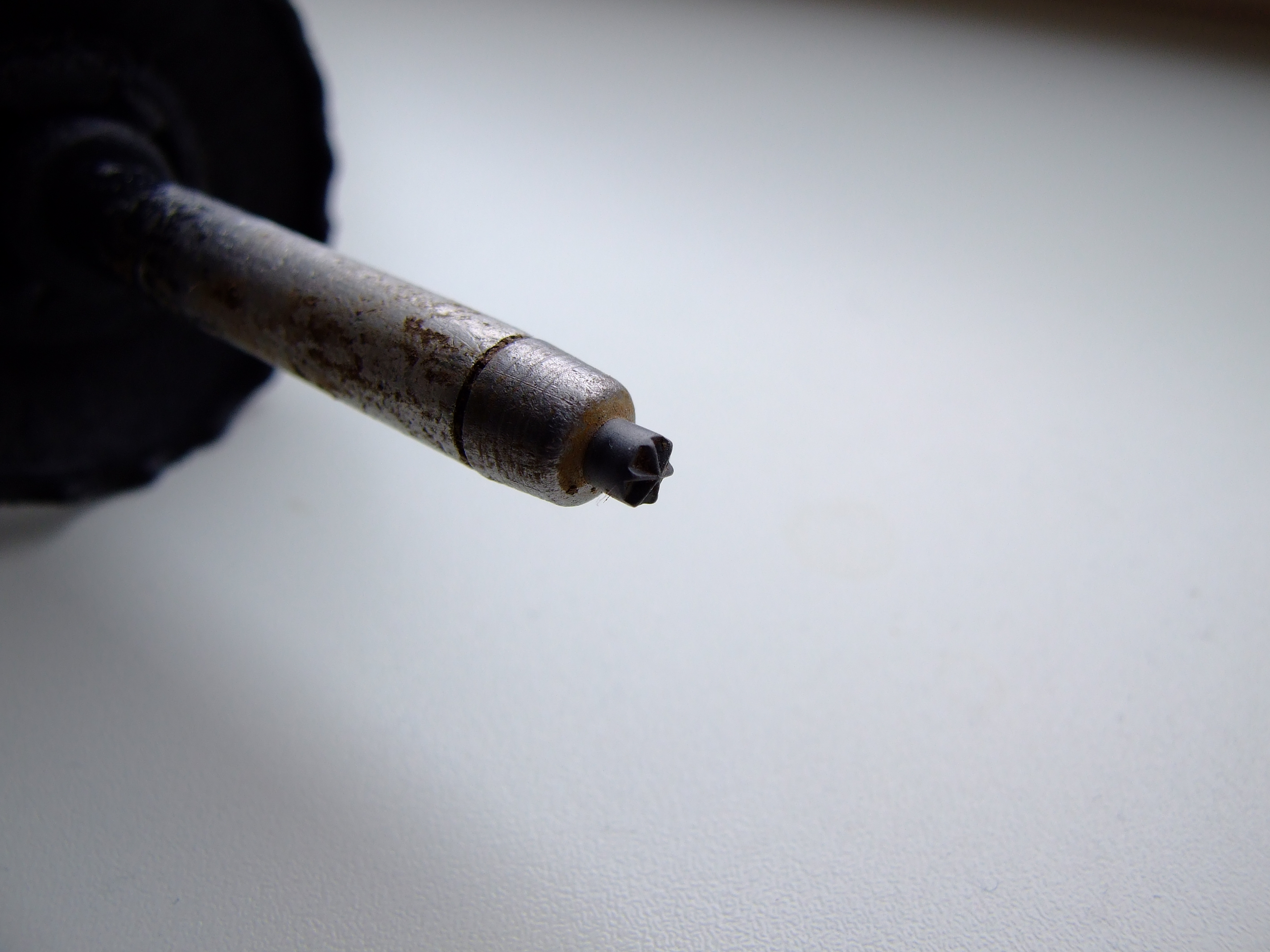
Hartmetallspitze in Bohrkronenform

Heutige Stöcke entsprechen von der Form her prinzipiell den Stöcken der 1990er Jahre und sind zumeist aus Aluminium oder kohlenstofffaserverstärktem Kunststoff (KFK) gefertigt. Im Mittelpunkt der Entwicklung stand und steht immer noch, das Verwenden des Stockes so angenehm und sicher wie nur möglich zu gestalten. In der Zwischenzeit haben die Teleskopstöcke eine Vielzahl an technischen Innovationen durchlaufen in Bezug auf Rohr, Griffe und Verschlusssysteme der Längenverstellung. Heute ist man auf einem sehr hohen Niveau hinsichtlich Funktionalität, Material und Technik angelangt und der Stock wird mit zusätzlichen Merkmalen ausgestattet, die vor allem praktisch sein sollen (zum Beispiel Dämpfungssysteme oder die sogenannte Wolframcarbid-Spitze). Neuerdings sind sogar spezielle Stöcke für Frauen mit kleineren Griffen und einem kleineren Packmaß im Programm, die kürzer und leichter sind. Auch die Hersteller von Berg- und Wanderrucksäcken haben auf die verbreitete Verwendung derartiger Stöcke reagiert und bieten heutzutage als Standard spezielle Befestigungsschlaufen für Stöcke am Rucksack.

### Griff
Die Griffe sind meist ergonomisch vorgeformt und leicht vorgeneigt. Sie bestehen entweder aus Kunststoff, Kork oder geschlossenzelligem EVA-Schaumstoff. Einige Modelle haben eine verlängerte Griffmanschette unterhalb des Griffes, um ein schnelles Tiefergreifen beim Aufstieg zu ermöglichen.
Einige Modelle haben abschraubbare Griffe oder Griffabschlüsse. Das Gewinde ist meist 1/4" Whitworth und entspricht somit dem „kleinen Fotogewinde“. So kann der Stock als Einbeinstativ für einen Fotoapparat, eine Filmkamera oder ein Fernglas verwendet werden.

### Stock
Heute wird meist Aluminium verwendet, seltener auch zwar steiferer, aber teilweise (je nach Auslegung) empfindlicherer kohlenstofffaserverstärkter Kunststoff. Ein durchschnittliches Paar Stöcke wiegt heute 500 Gramm. Teilweise werden elliptische Rohre genutzt, die in einer Richtung biegesteifer sind. Als Souvenir sind Stocknägel beliebt.

### Teller und Spitze
Das Hauptelement der Spitze besteht aus biegeelastischen Kunststoff, um ein Brechen bei Ruckbelastungen zu verhindern, zum Beispiel bei Festklemmen in Ritzen. Am oberen Teil der Spitze ist der Teller angebracht. Heutige Stöcke haben auswechselbare Teller, runde Gummimanschetten kurz oberhalb der Spitze, die ein zu tiefes Rutschen in Risse, Erde oder Schnee verhindern. Hier wird zwischen Trekking- und größeren, mit Löchern versehenen Schneetellern unterschieden. Der Rand von Trekkingtellern hat Zähne, um ein Drehen des eingesetzten Stocks zu verhindern. Die eigentliche Spitze ist in einem Halteelement aus einer Wolframlegierung eingesetzt. Die Spitze selbst besteht aus Hartmetall. Als Formen kommen hier die traditionelle und haltbarere Ringkronenform und die Bohrkronenform (siehe hierfür Bild mit Spitze rechts) vor.

### Dämpfungssystem
Einige Stöcke sind mit einem ein- und ausschaltbaren Dämpfungssystem ausgestattet. Das Dämpfungssystem arbeitet meist mit Federn, die zwischen Griff und Stock eingearbeitet sind, und ist für den schockabsorbierenden und damit armschonenden Abstieg konzipiert worden.

## Längenverstellung bei Teleskopstöcken
Bei den zum Wandern, Bergsteigen oder Trekking verwendeten Stöcken handelt es sich fast immer um in der Länge verstellbare Teleskopstöcke. Diese bestehen meist aus drei ineinander schiebbaren Segmenten, die häufig mittels eines Spreizdübels arretiert werden. Durch das Drehen der Stöcke wird ein Konus in einen geteilten Zylinder geschoben, der sich dadurch weitet und gegen das umschließende Rohr gepresst wird. Einige Modelle haben einen außen liegenden Klemmverschluss, um die Verstellung zu erleichtern und eine festere Arretierung zu gewährleisten. Zusammengeschoben sind Teleskopstöcke zwischen 64 und 71 cm lang und können ungefähr auf eine Länge von 140 cm ausgefahren werden. Zur Unterstützung des Einstellens der gewünschten Länge sind auf den Segmenten Längenskalen aufgedruckt. Manche Modelle haben eine Griffmanschette als Verlängerung des Griffs nach unten, damit sich für eine kurzzeitig erforderliche kürzere Länge die doch etwas Zeit erfordernde Längenverstellung erübrigt, und der Stock einfach tiefer festgehalten werden kann, ohne den „blanken“ Stock greifen zu müssen.

## Vor- und Nachteile der Benutzung von Stöcken

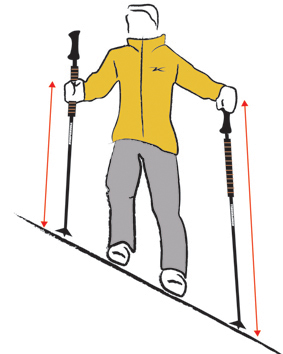
Nutzung von Stöcken beim Traversieren

Es ist relativ unumstritten, dass die Nutzung von Stöcken beim Wandern, Trekking oder Bergsteigen Vorteile bringt, vor allem durch die Entlastung der Kniegelenke beim Abstieg. Zusammenfassend bieten Stöcke folgende Vorteile:
- Geringere Kniebelastung, Entlastung beim Abstieg um etwa 10 Prozent[1]
- für viele auch Entlastung bei sanften bis mittleren Steigungen → Geschwindigkeit wie auf der Ebene möglich
- Gleichmäßigere Belastung von Armen und Beinen beim Bergaufgehen (sogenanntes 4×4-Prinzip)
- Unterstützung der Trittsicherheit und Balance beim Traversieren (durch Kürzerfassen des bergseitigen Stocks, siehe Abbildung)
- Hilfreich bei der Überschreitung von Gewässern als „drittes Bein“
- Bei Querung hart gefrorener Firnfelder können Stöcke zusätzlichen Halt bieten
- Freiere und ruhigere Atmung durch aufrechtere Haltung und Gleichmäßigkeit des Stockeinsatzes
- Als weitere indirekte Folge eine Steigerung der Ausdauer

Dem stehen folgende Nachteile gegenüber:
- Die Hände sind nicht mehr frei. Dies ist vor allem an gesicherten Passagen hinderlich, dort müssen die Stöcke verstaut werden.
- Bei Sturz in grobem Blockwerk kann es durch Verkantung des Stocks und die Handschlaufen zum Bruch des Handgelenks kommen. Wenn man die Handschlaufen in solchem Gelände nicht benutzt, kann man diese Gefahr vermeiden.
- Ständige Benutzung von Stöcken ist der Trittsicherheit abträglich. Durch Weglassen der Stöcke von Zeit zu Zeit kann man dem gegensteuern, um das Gleichgewichtsgefühl beim „normalen“ Gehen in unebenem Gelände zu erhalten.

## Bekannte Hersteller

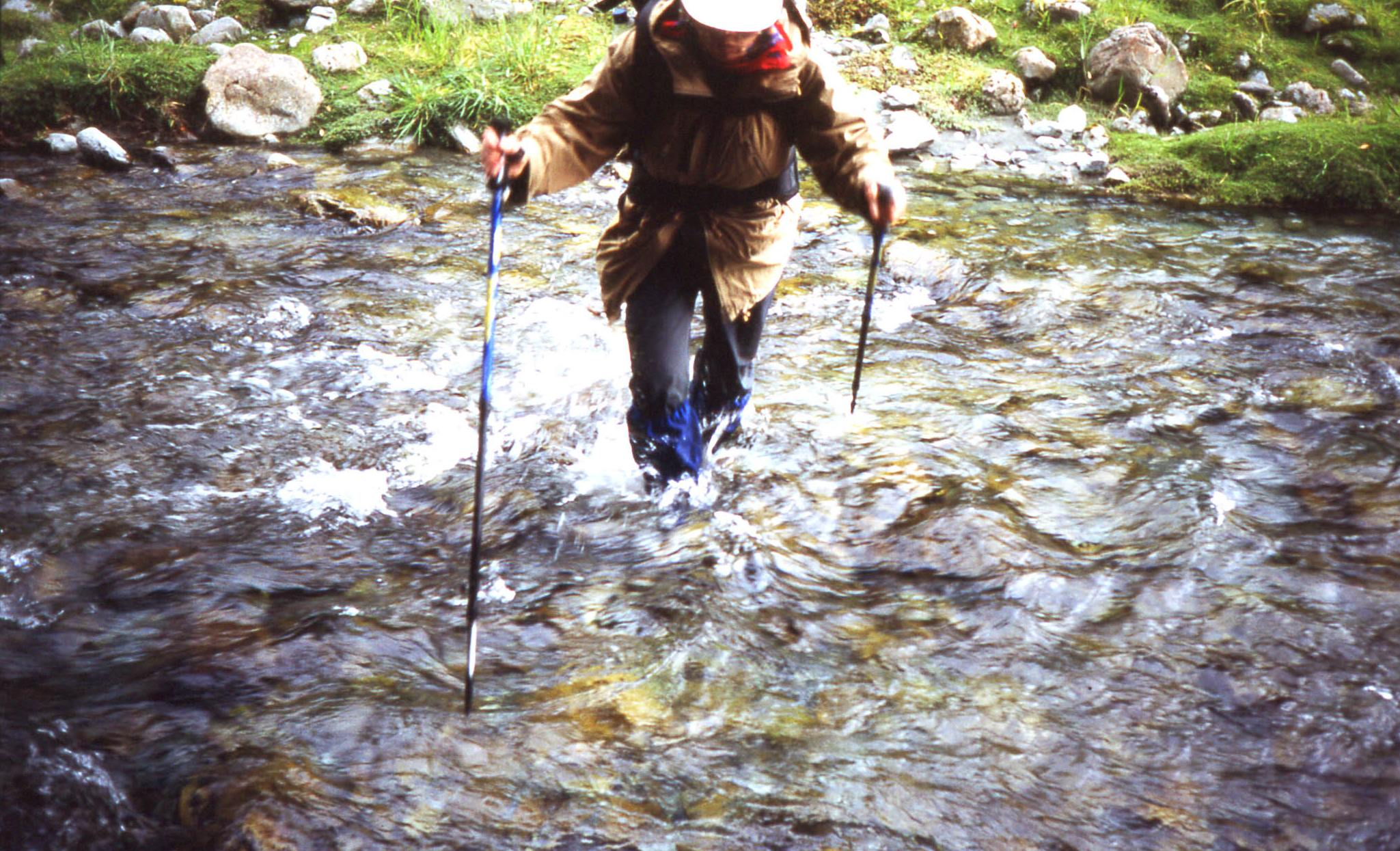
Stockeinsatz bei Bachquerung

Zu den im mitteleuropäischen Markt bekannten Herstellern zählen:
- Black Diamond
- Camp
- Edelrid, eine Marke von Vaude
- Exel
- Exped
- Fizan
- Gabel
- Gastrock-Stöcke
- Michael Geyer Stockmanufaktur
- Gibron
- Kohla
- Komperdell
- LEKI Lenhart (Kirchheim unter Teck)
- Ossi Gramlich (Bergstöcke)
- Petzl
- TSL
- Vaude

## Bergstock

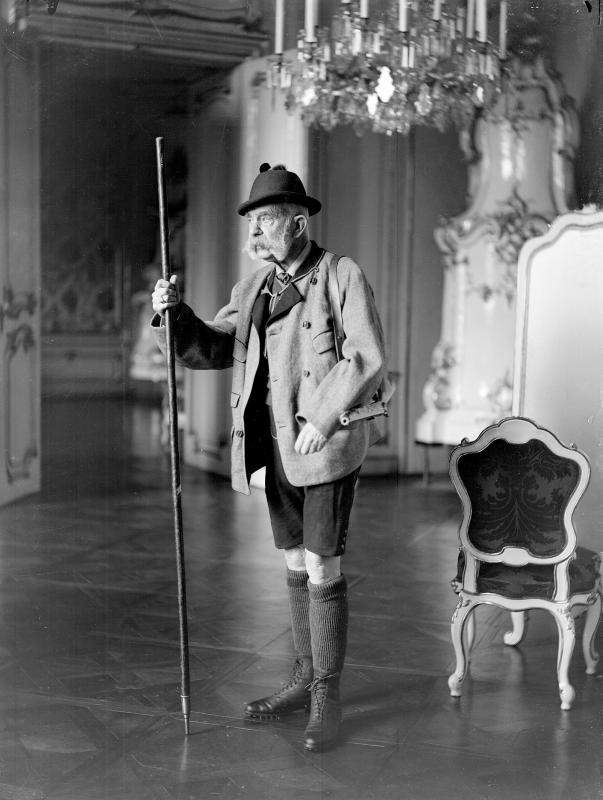
Kaiser Franz Joseph I. (Lichtbild als Jäger mit Bergstock, 1910)

Ein meist überlanger Bergstock, auch Alpenstange, Staxlstecken oder Zintstecke (im Ahrntal) genannt, ist der ursprünglichste Wanderstock. Er findet meist in gebirgigem Gelände und in Wildnisgebieten Verwendung. Als Material wird meist Esche, Eberesche, Hasel, Schwarzdorn oder Bambus verwendet. Auch industriell hergestelltes Rundholz wird zur Herstellung benutzt. Die Länge entspricht in etwa der Körperlänge, der Durchmesser liegt üblicherweise bei 30–35 mm. An einem Ende befindet sich eine Stahlspitze, die mit einem Gummipuffer bedeckt werden kann. Häufig wird ein weiterer Gummipuffer auch am anderen Ende des Stockes befestigt. Die Stockspitzen werden dann je nach Boden- und Geländebeschaffenheit benutzt. Bergstöcke können aus einem Stück oder mit Gewindehülsen teilbar ausgeführt sein. Der ungeteilte Stock ist stabiler, teilbare Stöcke hingegen sind auf Reisen leichter mitzuführen. Der Bergstock muss so stabil gearbeitet sein, dass der Benutzer sich mit vollem Körpergewicht und Gepäck auch bei schräg eingesetztem Stock abstützen kann. Die Anwendung und der Einsatz des Bergstockes unterscheidet sich grundlegend von den paarweise eingesetzten Wanderstöcken. Bei An- und Abstiegen, beim Durchqueren von Gewässern oder zum Überspringen von kleinen Gewässern wird er beidhändig als Stütze eingesetzt. Aufgrund seiner Ausführung ist der Bergstock wesentlich stabiler und belastbarer als die kürzeren und leichteren Teleskopstöcke.
Dem Jäger dient der Bergstock als „Schießstock“, als Hilfe zum „Anstreichen“ – also zum Abstützen oder Anlehnen – der Waffe. Die erlegte Beute wie Reh oder Gams kann mit dem Bergstock über die Schultern oder zwischen zwei Personen getragen werden. Um aus dem Stock einen Speer, Saufeder oder Spieß zum Abfangen von wehrhaftem oder angeschossenem Wild zu machen, kann auf diesen eine Klinge „aufgepflanzt“ werden.